# سایمون گرنز
سایمون گرنز (اسپانیایی: Simon Gerrans‎؛ زادهٔ ۱۶ مهٔ ۱۹۸۰) یک دوچرخه‌سوار اهل استرالیا است.
از باشگاه‌هایی که در آن رکاب زده‌است می‌توان به تیم اسکای و تیم اوریکا–اسکات اشاره کرد.
وی در مسابقات کشوری و بین‌المللی در مجموع برندهٔ ۱ مدال نقره شده‌است.